# Wheatland, Wyoming
För andra betydelser, se Wheatland.
Wheatland är en stad (town) i Wyoming, USA, och huvudort i Platte County. Staden hade 3 627 invånare vid 2010 års folkräkning.

## Geografi
Staden ligger i ett konstbevattnat jordbrukslandskap, omkring 70 miles (110 km) norr om delstatens huvudstad Cheyenne.

## Näringsliv och kommunikationer
Staden ligger vid den nord-sydliga motorvägen Interstate 25, som sammanbinder staden med de största städerna i delstaten, Cheyenne och Casper. Jordbruk är en viktig näring i trakten.
BNSF:s järnvägslinje passerar genom staden i nord-sydlig riktning och används huvudsakligen för godstrafik.

## Kända personer
- Edward Bryant (född 1945 i White Plains, New York), science fiction-författare, gick i skolan i Wheatland.
- Jim Geringer (född 1944), republikansk politiker, Wyomings guvernör 1995-2003.